# Impasug-ong
Impasug-ong ou Impasugong (en cebuano Lungsod sa Impasugong ; en tagalog : Bayan ng Impasugong) est une municipalité de la province de Bukidnon, sur l'île de Mindanao aux Philippines. Lors du recensement de 2020, sa population s'élève à 53 863 habitants.

## Géographie
Impasug-ong est située au nord-est de la province de Bukidnon. 
La rivière Pulangi (en), le principal affluent du Rio Grande de Mindanao, prend sa source dans le barangay de Kalabugao, sur le territoire de la municipalité.
D'une superficie totale de 1 051,17 kilomètres carrés, elle est divisée administrativement en 13 barangays : 
- Bontongon
- Bulonay
- Capitan Bayong
- Cawayan
- Dumalaguing
- Guihean
- Hagpa
- Impalutao
- Kalabugao
- Kibenton
- La Fortuna
- Poblacion
- Sayawan

## Histoire
La municipalité d'Impasug-on a été créée après la guerre hispano-américaine et la création de la province de Bukidnon le 15 mai 1901.